# The Long Portage
The Long Portage è un cortometraggio muto del 1913 diretto da Jack Conway e Frank E. Montgomery. Il nome di Jack Conway appare anche nel cast degli interpreti che comprende Sherman Bainbridge e Milton Brown.

## Produzione
Il film fu prodotto da Thomas H. Ince per la Kay-Bee Pictures.

## Distribuzione
Distribuito dalla Mutual, il film - un cortometraggio in una bobina - uscì nelle sale cinematografiche statunitensi il 5 dicembre 1913.